# Заркала
Заркала́ (тадж. Зарқалъа) — село у складі Хатлонської області Таджикистану. Входить до складу Зірацького джамоату Кулобського району.
Село розташоване на річці Сасикбулок.
Назва означає золота фортеця. Колишня назва — Джаркала, сучасна з 3 грудня 2012 року.
Населення — 2803 особи (2010; 2751 в 2009).